# Hamish Kerr
Hamish Kerr   (Dunedin, 17 d'agost de 1996) és un saltador d'alçada de Nova Zelanda. Va guanyar la medalla d'or als Jocs de la Commonwealth de 2022 i el bronze als Campionat del Món d'atletisme en pista coberta. Kerr té el rècord d'Oceania en pista coberta en salt d'alçada i té el rècord de Nova Zelanda a l'aire lliure. Es va convertir en campió olímpic als Jocs Olímpics d'estiu de 2024.

## Carrera
El juny de 2019, va igualar el rècord nacional amb un salt de 2,30 m, on va guanyar la medalla d'or als Campionats d'Atletisme d'Oceania a Townsville. Va competir a la Universiada de Nàpols, Itàlia, al juliol i després al Campionat del Món d'Atletisme a l'octubre a Doha, Qatar.
Al febrer de 2021, va millorar el rècord nacional amb 2,31 m al Newtown Park Stadium, Wellington. Més tard el mateix any als Jocs Olímpics d'estiu de 2020 a Tòquio, va acabar 10è a la final de salt d'alçada masculí amb una distància de 2,30 m.
Va competir al Mundial de pista coberta de 2022 a Belgrad, Sèrbia al març, on va superar el rècord de 39 anys de Nova Zelanda en pista coberta de Roger Te Puni (de 2,16 m) amb un salt de 2,31 m (empatat amb la medalla de bronze amb Gianmarco Tamberi). Va guanyar el Campionat d'Atletisme d'Oceania el juny d'aquell any saltant 2,24 m. A l'agost, va aconseguir la medalla d'or als Jocs de la Commonwealth celebrats a Birmingham amb un salt de 2,25 m.
El febrer de 2023 a la Banskobystricka latka a Banská Bystrica, Eslovàquia, Kerr va batre el rècord d'Oceania en coberta de Tim Forsyth que es remunta a 1997 amb una distància de 2,34 m, una marca personal.
El 10 d'agost de 2024 va aconseguir la medalla d'or als Jocs Olímpics de París al realitzar un salt de 2,36 m.